# Porcellio spatulatus
Porcellio spatulatus är en kräftdjursart som beskrevs av Costa 1882. Porcellio spatulatus ingår i släktet Porcellio och familjen Porcellionidae. Inga underarter finns listade i Catalogue of Life.